# Asura pyrauloides
Asura pyrauloides là một loài bướm đêm thuộc phân họ Arctiinae, họ Erebidae.